# Federico Canuti
Federico Canuti (Pesaro, 30 augustus 1985) is een Italiaans wielrenner die anno 2017 rijdt voor D'Amico Utensilnord. Eerder reed Canuti voor Colnago-CSF Inox en Liquigas-Cannondale.

## Belangrijkste overwinningen
2006
Giro delle Valli Aretine
2007
4e etappe Ronde van Toscane, Beloften

## Resultaten in voornaamste wedstrijden
| Jaar | Ronde van Italië | Ronde van Frankrijk | Ronde van Spanje |
| ---- | ---------------- | ------------------- | ---------------- |
| 2008 |                  |                     |                  |
| 2010 | opgave           |                     |                  |
| 2011 | 93e              |                     |                  |
| 2012 |                  | 114e                |                  |

| Jaar | Milaan-San Remo | Parijs-Roubaix | Amstel Gold Race | Luik-Bast.‑Luik | Ronde van Lombardije |  | Wereldranglijsten |
| ---- | --------------- | -------------- | ---------------- | --------------- | -------------------- |  | ----------------- |
| 2008 |                 |                |                  |                 | 16e                  |  |                   |
| 2010 | opgave          |                |                  |                 | opgave               |  | 263e (UWK)        |
| 2011 |                 |                |                  |                 | 31e                  |  |                   |
| 2012 |                 | opgave         | 72e              | opgave          |                      |  |                   |

## Ploegen
- 2008 –  CSF Group Navigare
- 2009 –  CSF Group-Navigare
- 2010 –  Colnago-CSF Inox
- 2011 –  Colnago-CSF Inox
- 2012 –  Liquigas-Cannondale
- 2013 –  Cannondale Pro Cycling
- 2017 –  D'Amico Utensilnord (vanaf 15-3)